# Afterpartees
Afterpartees est un groupe néerlandais de power pop, originaire de Horst, Limbourg.

## Histoire
Le groupe acquiert une renommée nationale en 2014 grâce à sa réputation en live et est labellisé 3FM Serious Talent par 3FM. En 2014, Afterpartees se produit notamment au Noorderslag et au Pinkpop. Lors de ce dernier festival, un contrat d'enregistrement est signé avec Excelsior Recordings. En 2015, le groupe joue à Into The Great Wide Open, Best Kept Secret et Lowlands..
En 2015, le quintette sort son premier album Glitter Lizard sur Excelsior Recordings. Le disque est enregistré par Roel Blommers et l'illustration est fournie par le guitariste Sjors Driessen. Glitter Lizard reçoit plusieurs critiques positives,. Le groupe est également nommé meilleur spectacle du festival Noorderslag par 3voor12.
En 2018, le groupe sort son deuxième album Life is Easy sur Excelsior Recordings. L'album est enregistré par Rob Barbato (qui a précédemment produit des albums pour Kevin Morby et The Fall). L'illustration est à nouveau réalisée par Sjors Driessen. Cet album est également bien accueilli par la presse musicale (inter)nationale,. En 2021, le groupe annonce que son troisième album Family Names sortirait début 2022 via AT EASE.

## Discographie

### Albums studio
- 2015 : Glitter Lizard
- 2018 : Life is Easy
- 2022 : Family Names
- 2025 : Higher Places (EP)

### Singles
- 2013 : First/Last / That's What You Said
- 2017 : Lazy Come, Lazy Go / American Parking Meter